# Segnalamento ferroviario della metropolitana di Parigi

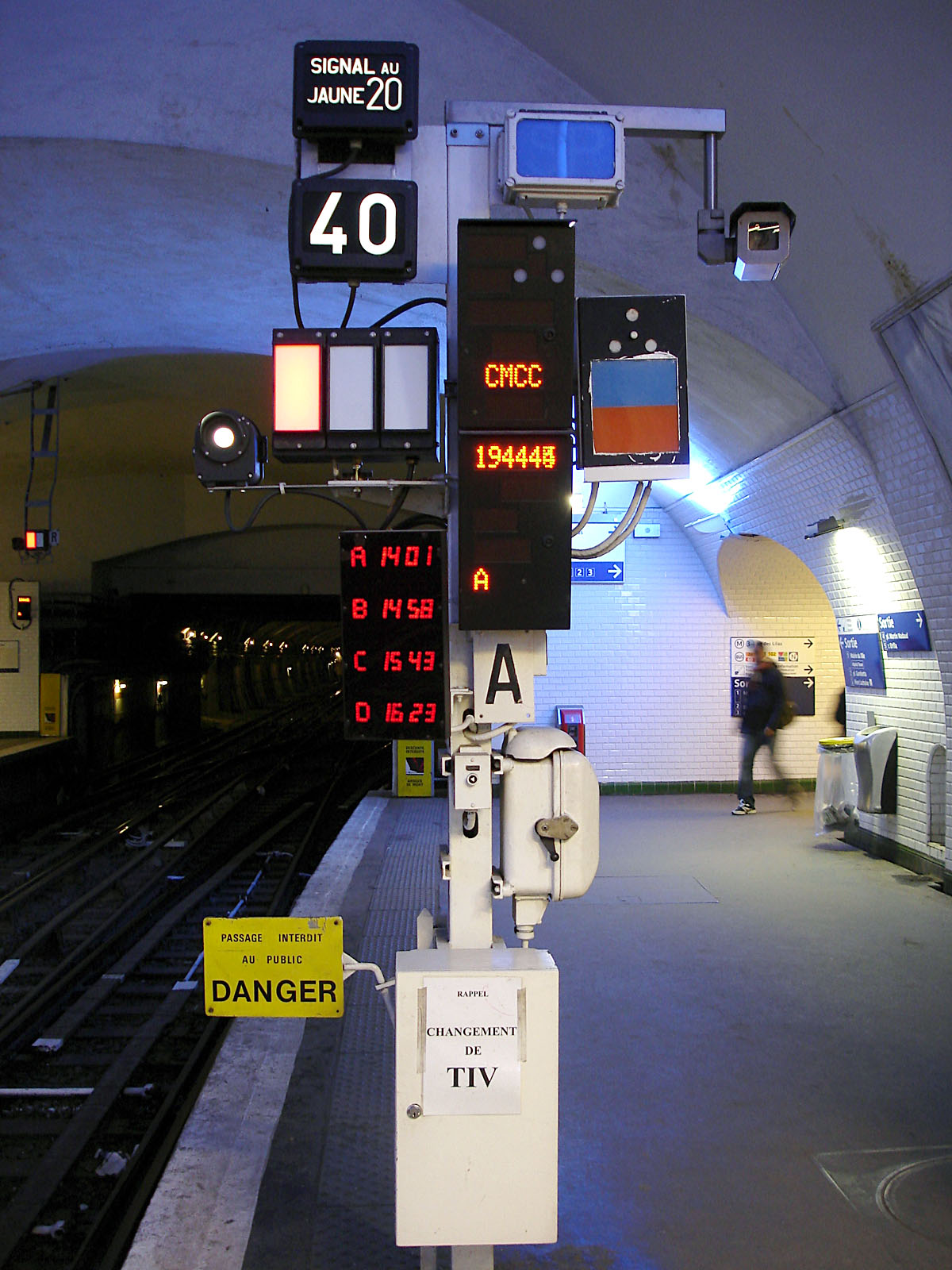
Complesso di segnali alla stazione Gambetta.

Il segnalamento ferroviario della metropolitana di Parigi è stato sviluppato ad hoc per la rete metropolitana della capitale francese. Assicura la sicurezza e la perfetta regolazione della marcia dei convogli in servizio.

## Storia

### Il segnalamento Hall

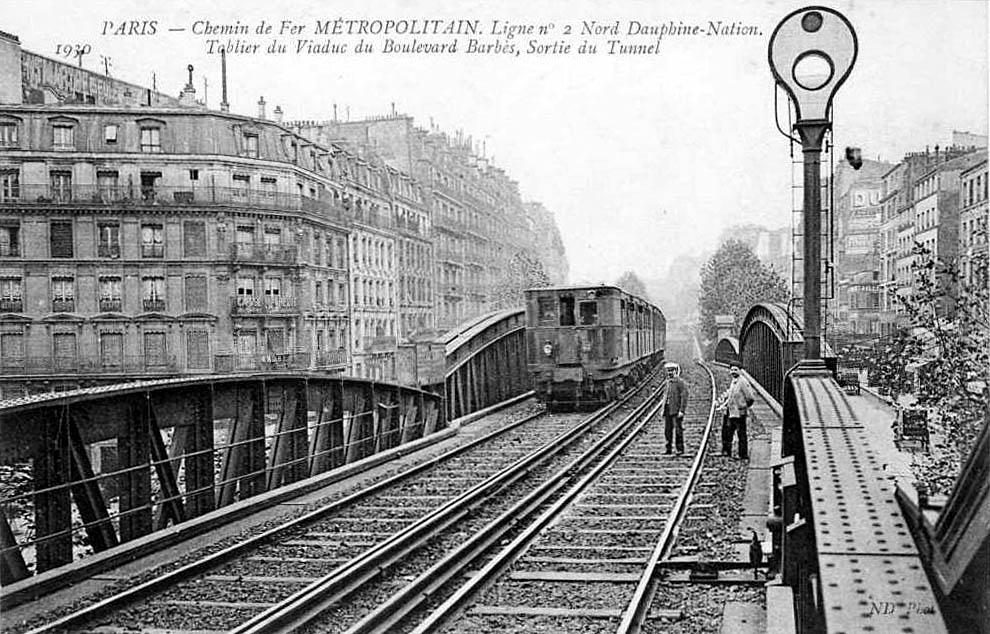
Semaforo Hall sulla linea 2. Si nota sul binario il sistema che aziona il segnale.

Dall'apertura della linea 1 nel 1900, la Compagnie du chemin de fer métropolitain de Paris (CMP) provvide altresì ad implementare un primo impianto di segnalamento. Il sistema, detto Hall, era di origine statunitense e considerato molto efficace, nonostante la sua meccanica complessa. I segnali Hall avevano due luci:
- bianca per indicare via libera;
- verde per la via impedita.

Il principio del sistema Hall, poco diverso da quelli attuali, si fonda sulla presenza di due segnali a ciascuna estremità di una sezione di binario.
Il semaforo è costituito da una scatola con due vetri colorati posti diagonalmente. Un disco di alluminio, alimentato da una batteria di dodici pile da 0,8 volt l'una, si muove davanti ad essi, mostrando alternativamente l'una o l'altra luce. Nella scatola vi sono cinque lampade da 110 volts, perennemente accese. Se manca l'alimentazione, il segnale indica "via impedita". Il passaggio delle ruote del treno sul binario comprime una sorta di "pedale", che fa scattare il segnale di arresto (verde) al semaforo più vicino, mentre impartisce la "via libera" (bianco) a quello successivo. In tal modo si mantiene una distanza costante tra i treni, evitando possibili collisioni. I segnali erano perlopiù posizionati all'entrata e all'uscita delle stazioni, ma se una tratta era particolarmente lunga era possibile trovarli pure in linea.
Il segnale di verde era tuttavia permissivo, pertanto non impediva al conduttore di passare ugualmente il segnale. Questa discrezionalità non tardò a causare incidenti, come nella tratta Champs-Élysées - Concorde, il 19 ottobre 1900, allorché un macchinista non arrestò il treno e tamponò quello che lo precedeva. Ciò portò a sostituire i semafori verdi con quelli rossi, di arresto assoluto, passabili solo in caso di precise istruzioni da parte del personale di controllo e a non più di 10 km/h.

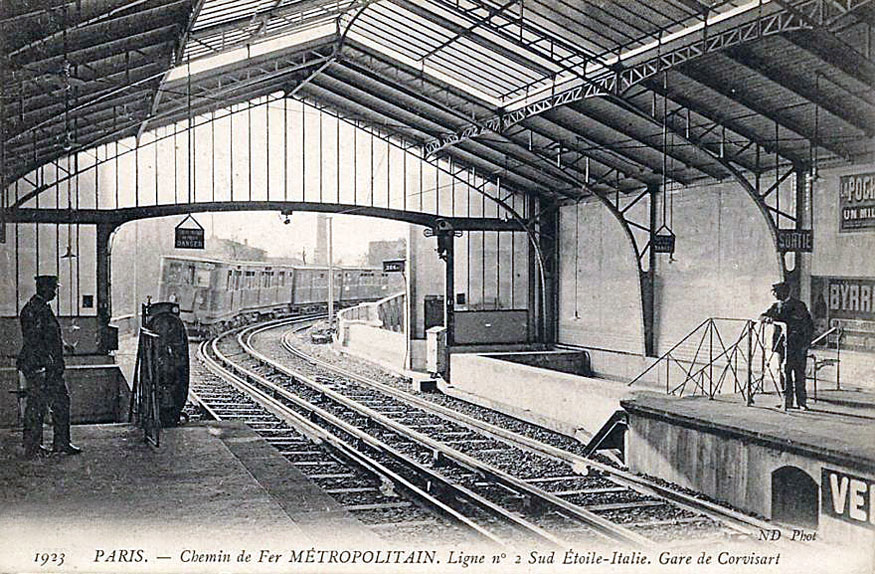
Semaforo Hall all'uscita della stazione Corvisart sulla linea 2 Sud, oggi linea 6.

Parallelamente, la CMP installò dei rilevatori di posizione dei convogli al semaforo, cosicché i capistazione potessero individuare subito le eventuali violazioni del segnale (nel qual caso nella stazione più vicina risuonava un allarme acustico)..
Alla fermata Bastille della linea 1, parzialmente scoperta, come sul tratto scoperto della linea 2 Nord (oggi linea 2), furono installati dei segnali speciali, detti per la loro forma banjo. Sulla linea 2 Sud (oggi linea 6) furono invece usati dei segnali più simili a quelli delle comuni ferrovie.
Il sistema Hall equipaggiò le linee 1, 2 e 3, per poi essere abbandonato in quanto giudicato troppo delicato e poco affidabile, in quanto necessitante di una frequente e costosa manutenzione e di un costante controllo da parte del personale di servizio per prevenire eventuali avarie.

### Il sistema a blocchi automatici
Dal 1906, la CMP adottò un nuovo sistema di segnalamento, noto come block automatique Métro. La grande novità era costituita dal suo funzionamento: opposta alla terza rotaia, nei pressi dei segnali se ne trovava una quarta, lunga da cinque a sei metri. Il treno possedeva delle prese di corrente che, strisciando su tale barra, chiudevano de facto un circuito elettrico con la terza rotaia, dando corrente ai segnali, che scattavano di conseguenza. Ciò consentì di rimuovere i vecchi apparati meccanici e le vecchie batterie di alimentazione dei segnali.
I segnali di questa serie si compongono di due luci verticali lenticolari, di cui solo quella superiore è attiva: la seconda è di riserva e si attiva in caso di guasto. A seconda dell'indicazione da impartire, alla lampada si sovrappone una lente bianca o rossa.
Il sistema rimase in servizio dal 1906 al 1921 su tutta la rete (ma su alcune linee entrò effettivamente in servizio sono nel 1916)

### Sulla Nord-Sud
La Société du chemin de fer électrique souterrain Nord-Sud de Paris o « Nord-Sud » utilizzò dal 1911 un sistema a blocco automatico a circuiti di binario a bassa tensione CC. L'innovazione consisteva nell'introduzione di un concetto molto simile al rosso permissivo che conosciamo oggi.
Il sistema Hall come il Métro sono dei sistemi ad impulsi di corrente, molto soggetti a disfunzioni e guasti. Questo problema spinse la Nord-Sud a concepire un sistema più affidabile. Uno dei due binari presentava una separazione nei pressi del segnale, creando delle sezioni elettricamente distinte. L'altro binario era usato per il ritorno della corrente di trazione così come per il segnalamento. Ogni circuito di binario così formato è collegato ad una batteria ad ognuno dei poli, che va ad inviare l'impulso per impartire i comandi al segnale.
Il segnale d'entrata in stazione presenta tre luci: rosso, verde e bianco. La luce verde, accoppiata ad un indicatore di velocità, autorizza il treno ad entrare in stazione a velocità ridotta non appena il convoglio che precede riceve il via libera. 
Il segnale d'uscita ha ugualmente tre luci, ma due sono rosse ed una bianca. Se il treno precedente staziona sulla sezione tampone successiva alla stazione, si accendono due luci rosse, che si riducono ad una quando il treno passa alla sezione successiva. Quando due sezioni sono libere, si accende il segnale bianco di via libera. Il segnalamento Nord-Sud è a binario chiuso, con luce rossa fissa in caso di assenza di convogli.
Allorché nel 1932 le linee Nord-Sud furono accorpate alla CMP e rinominate 12 e 13, il segnalamento fu trasformato.

### I blocchi a circuito di binario doppia rotaia

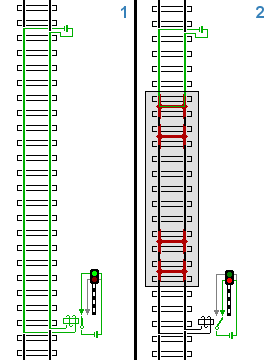
Principio del circuito di binario: nella figura è raffigurato. In assenza del treno (1) il semaforo è verde ed è possibile transitare, con treno presente (2) il semaforo è rosso e nessun altro convoglio può entrare nel cantone.

Alla fine della prima guerra mondiale, con la progressiva crescita del traffico passeggeri sul metrò, la CMP cercò di ridurre l'intervallo fra i treni. Allo scopo si implementò un nuovo segnalamento, a circuito di binario doppia rotaia.
In questo sistema, il binario è suddiviso in sezioni isolate, ciascuna delle quali costituisce un circuito di binario autonomo. Ogni circuito è alimentato ad una delle estremità da corrente alternata ed è collegato all'altra estremità ad un relay, alimentato dalla corrente continua circolante nei binari. Quando un treno entra in una sezione, si verifica una sorta di cortocircuito tra le rotaie: il relay non riceve più corrente ed il segnale sito sulla sezione precedente dà l'ordine di arresto.
Come per il sistema Nord-Sud, il sistema CMP offre una sicurezza maggiore rispetto agli apparati ad impulsi, in quanto garantisce che vi sia perlomeno una sezione di binario libera tra un treno ed il successivo. Infatti, il segnale posto a delimitare una sezione verrà sbloccato solo quando anche l'ultimo asse del treno in transito lo abbandonerà.
L'impossibilità tecnica di fermare i treni in caso di superamento di un segnale di "via impedita" spinse a mantenere inalterato il principio di lasciare una sezione libera tra un treno e un altro. Con questo sistema, in assenza di treni sulle sezioni, i semafori sono sempre verdi.
Il sistema fu testato sulla linea 9 a partire da novembre 1922, tra le stazioni Exelmans e Trocadéro. Le linee di nuova inaugurazione furono subito equipaggiate con tali apparati, poi estesi anche alle linee più vecchie (con precedenza per quelle più affollate).
Nel 1928 furono apportate alcune modifiche, come il raddoppio dei relay, atto ad evitare eventuali bloccaggi dei segnali luminosi.
La linea 1 fu convertita a questo sistema nel 1924, seguita dalle linee 3, 4 e 7 dal 1925 al 1927. Tali quattro linee furono nuovamente convertite tra il 1930 e il 1931 col sistema a doppio relay. Nel 1931 e nel 1932 fu la volta delle linee 12 e 13, e infine le linee 2, 5 e 6 dal 1934 al 1942.

### Il sistema Verlant
Nel 1949 la neocostituita RATP decise di ispirarsi alle normali linee ferroviarie per rinnovare il segnalamento, ormai ritenuto obsoleto. Tra marzo e aprile 1955 fu implementato il sistema Verlant, che introdusse i colori dei segnali che si adottano tuttora. Le luci verdi indicanti via libera con velocità limitata furono rimpiazzate con luci arancioni, mentre la via libera passò ad essere indicata da luci verdi in luogo delle preesistenti luci bianche.
Si provvide quindi ad installare dei nuovi semafori, con la luce verde in alto e il rosso in basso, alimentati a 125 volt CA. Il miglioramento nella costruzione dei relay, che erano ormai meno soggetti a guasti, spinse ad abbandonare il doppio relay. Il sistema Verlant caratterizza tuttora la segnaletica sul metrò parigino.

### Il segnalamento di manovra

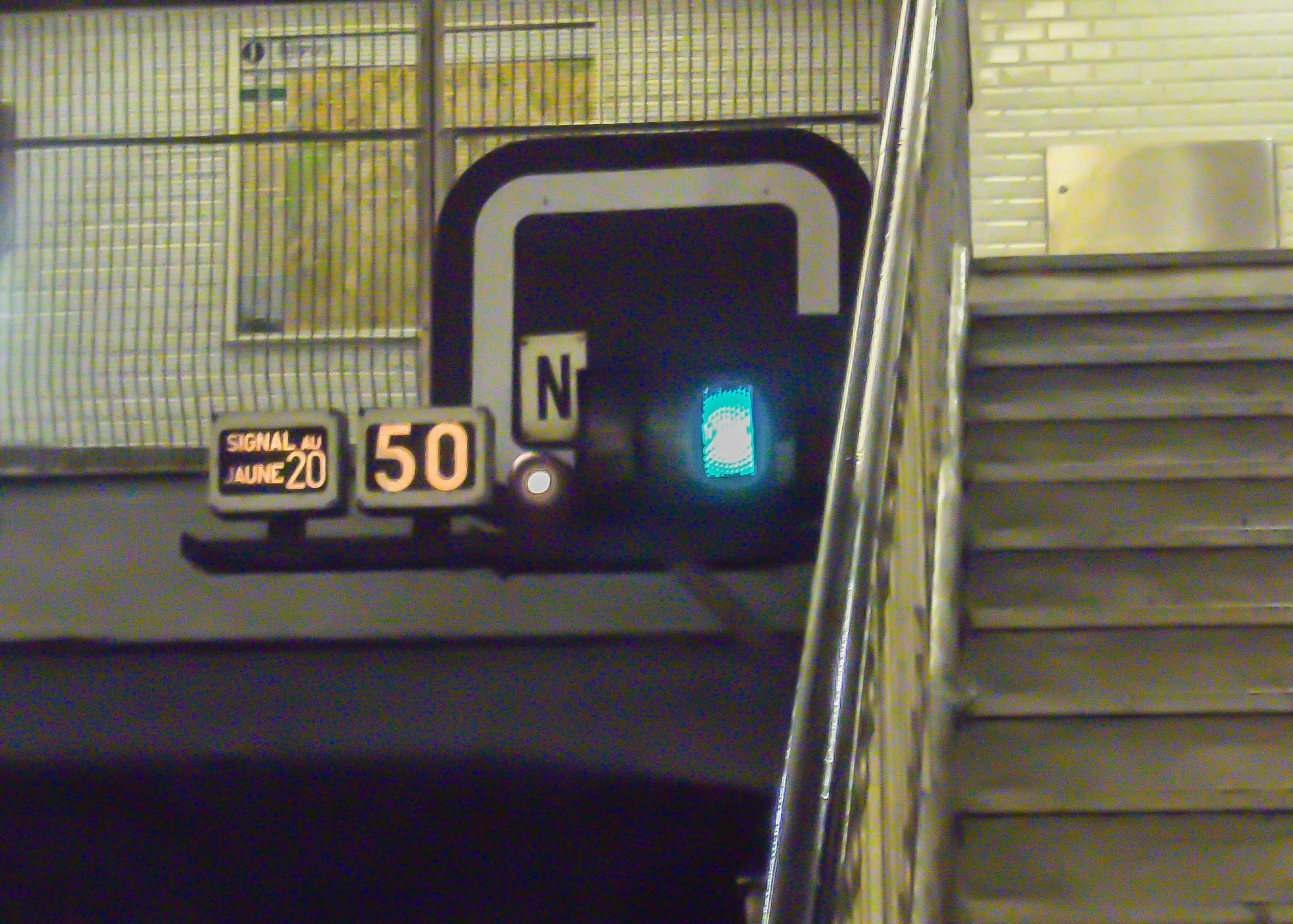
Segnali di manovra a Lourmel, sulla linea 8. Il segnale verde può essere superato ad una velocità di 50 km/h, quello giallo a 20 km/h per entrare al deposito di Javel.

La CMP si preoccupò presto di sviluppare dei segnali specifici per le manovre dei treni nelle stazioni e nei depositi. Sebbene i primi depositi, per la loro conformazione, non richiedessero manovre particolarmente complicate, si provvide ad installare dei segnali quadrati con due luci rosse, verdi e bianche, controllati da un addetto con sistemi meccanici.
A Nation, terminal della linea 2, fu installato il primo segnale a controllo elettrico, soluzione che fu poi estesa al terminal di Auteuil e alle stazioni Porte de Versailles e Porte de Saint-Cloud. Nel 1911, all'ingresso della stazione Louis-Blanc, apparve il primo segnale automatico, che aveva la funzione di ripartire il traffico dei treni tra le direzioni Porte de la Villette e Pré-Saint-Gervais.
A mano a mano che le stazioni terminali diventavano più grandi e complicate, e che al contempo i controlli a distanza diventavano viepiù affidabili, tali segnali automatici furono estesi su tutta la rete. Tuttavia, la desistenza dei segnali di manovra con quelli consueti poteva causare confusione nei macchinisti e generare pericolo: la RATP, a partire dagli anni 1950, decise di risolvere il problema rimuovendo i segnali consueti laddove essi erano troppo vicini a quelli di manovra.
Nei segnali di manovra odierni la luce verde dà via libera, mentre quella rossa segnala che il binario è occupato o non può essere usato per le manovre. Ulteriori segnali indicano la presenza di uno scambio.

### Informatizzazione

#### Il SAET per le linee automatiche
La costruzione della linea 14, interamente automatica, obbligò a sviluppare ex nihilo una segnaletica di nuova concezione. La presenza in linea dei treni automatici spinse altresì a rivedere il sistema dei cantoni, per diminuire al massimo l'intervallo tra i convogli e permettere eventualmente la circolazione mista con treni a guida umana. Nasce così il sistema SAET.

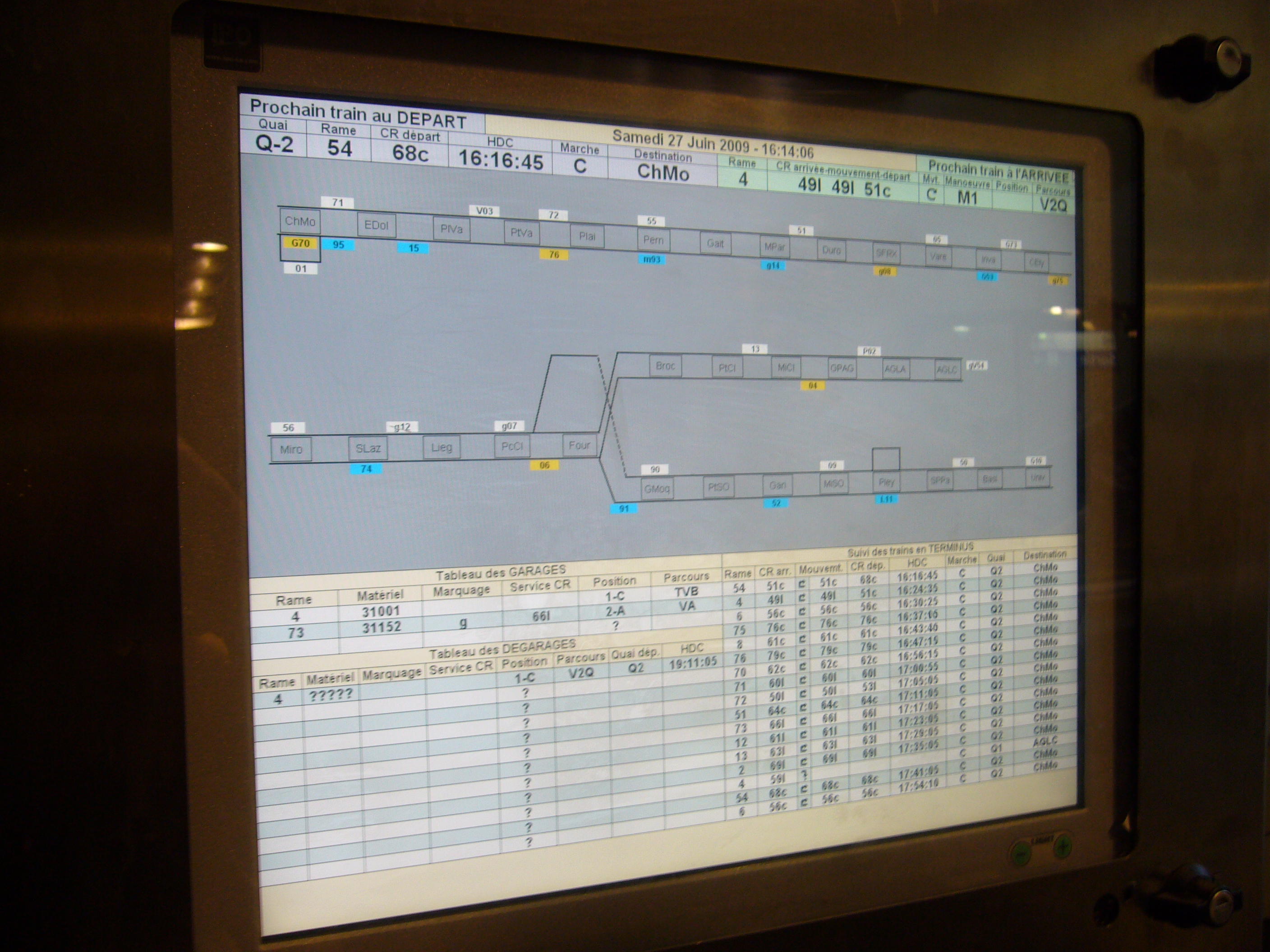
Schermo di gestione Ouragan alla stazione Les Courtilles sulla linea 13.

Per i treni "normali", a guida manuale, viene mantenuta la segnalazione classica, oltre al già citato concetto della sezione tampone. Per evitare che un segnale non venga rispettato, altri segnali "ripetono" la prescrizione lungo il percorso.
Per i treni automatici, si introduce il concetto del "cantone fisso virtuale. Essi sono "fissi" in quanto hanno un punto d'ingresso e uno d'uscita, "virtuali" in quanto fisicamente inesistenti. La gestione di questi cantoni è affidata a sistemi computerizzati.

#### OCTYS e OURAGAN per le linee manuali
Nei primi anni del Terzo millennio, la RATP, avendo notato la vetustà della segnaletica sulle linee automatiche, decise di concepire un nuovo sistema anche per queste ultime. Il sistema prese il nome di OURAGAN, acronimo di "Offre urbaine renouvelée et améliorée gérée par un automatisme nouveau" e fu installato sulle linee 3, 5, 9, 10, 12 e 13, mentre sulle altre tratte prese il nome di OCTYS.

## Il segnalamento in linea

### Linee con macchinista

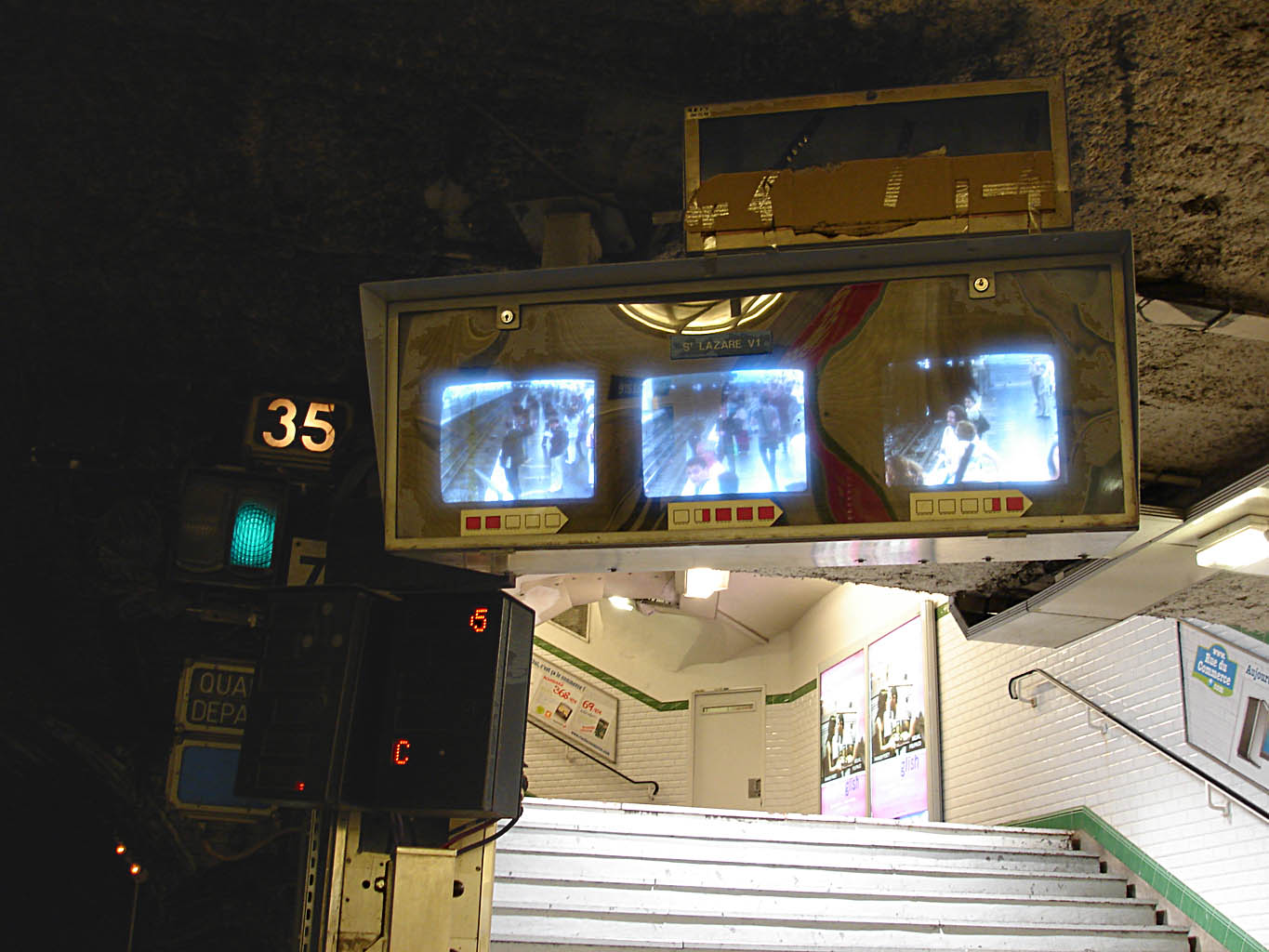
Segnale verde con velocità limitata a 35 km/h.

La linea ferroviaria è suddivisa in tronconi, noti come cantoni, di lunghezza relativamente ridotta e protetti da dei semafori che, in situazioni normali, non devono essere superati quando sono rossi. Nel caso la visibilità sulla linea possa inficiare la reattività del macchinista, il semaforo è preavvisato (da una luce gialla se il semaforo seguente è rosso). Di norma, tra un treno ed un altro devono esserci due semafori (cioè un cantone libero). Tuttavia, nelle ore di punta, i treni possono essere ravvicinati fino a qualche decina di metri: per autorizzare una tale manovra, si adotta un semaforo giallo contrassegnato dalla lettera E, che obbliga altresì a ridurre la velocità.
All'interno delle stazioni e all'uscita vi sono poi degli altri semafori, indicati dalla lettera "I", aventi funzione di ripetitori della prescrizione.

### Linee automatiche

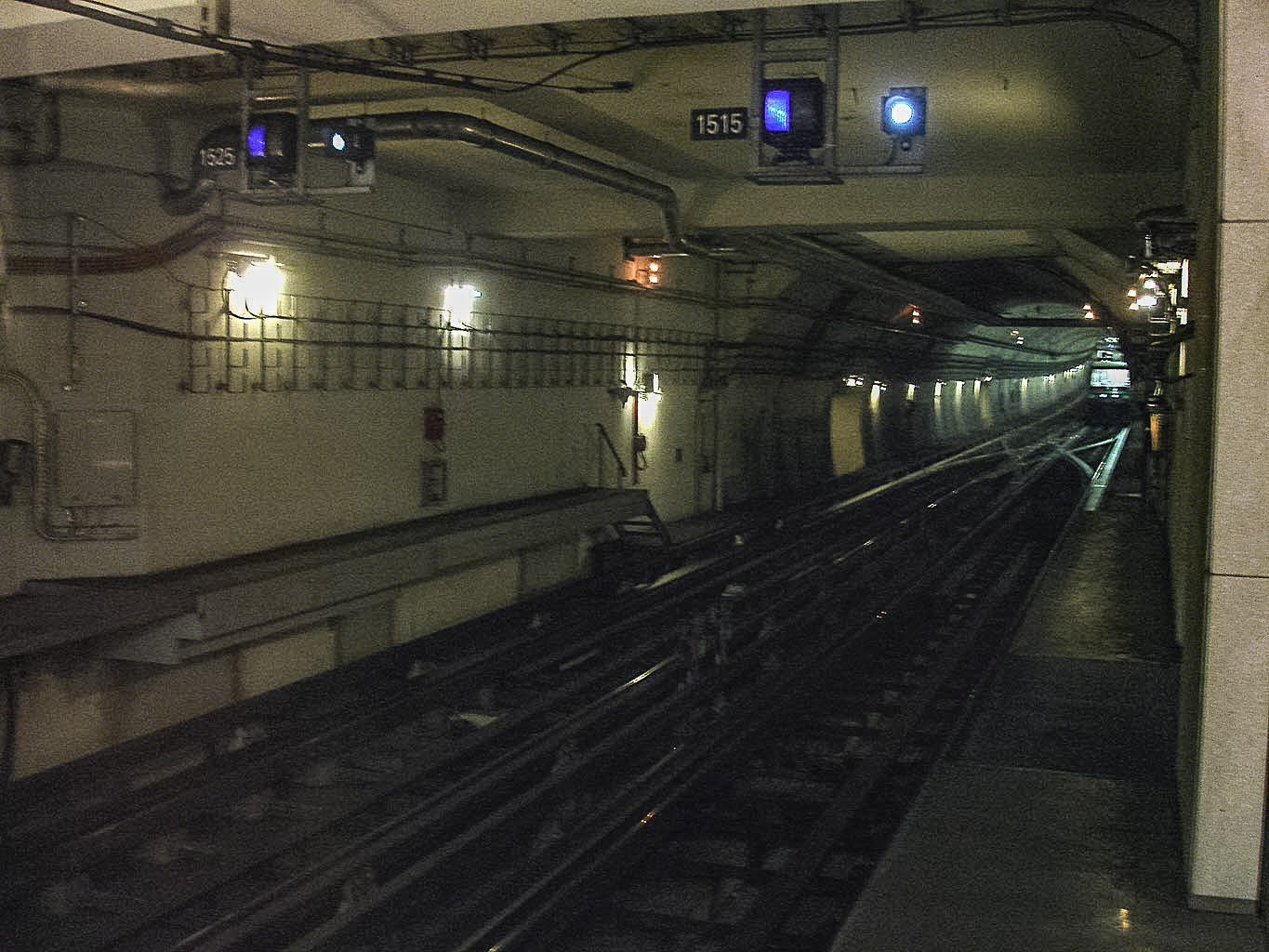
Segnaletica sulla linea 14, con in bella evidenza i semafori viola (via impedita).

Sulle linee automatiche, come la 14, il sistema di gestione SAET ha sovrapposto alla classica suddivisione in cantoni, protetti da segnali luminosi, un'altra suddivisione in "cantoni virtuali", a beneficio dei treni automatici, che possono viaggiare a 85 secondi di distanza l'uno dall'altro. Il segnalamento, giacché non viene utilizzato generalmente per il servizio, è molto ridotto e di tipo diverso.
Al transito dei treni a guida manuale, sia i cantoni virtuali che quelli "reali" si considerano occupati, mentre i treni automatici occupano solo il cantone virtuale.
I semafori in uso su queste linee, a beneficio esclusivo dei treni a guida manuale, presentano due luci, una verde, che dà il via libera, ed una viola, che indica via impedita e/o divieto di condurre i treni manualmente se non dietro autorizzazione della centrale di controllo. Il colore viola è stato scelto in quanto i passeggeri dei treni avrebbero potuto allarmarsi vedendo il treno superare ad alta velocità delle lanterne rosse (colore canonico della via impedita).

## Segnalamento di manovra

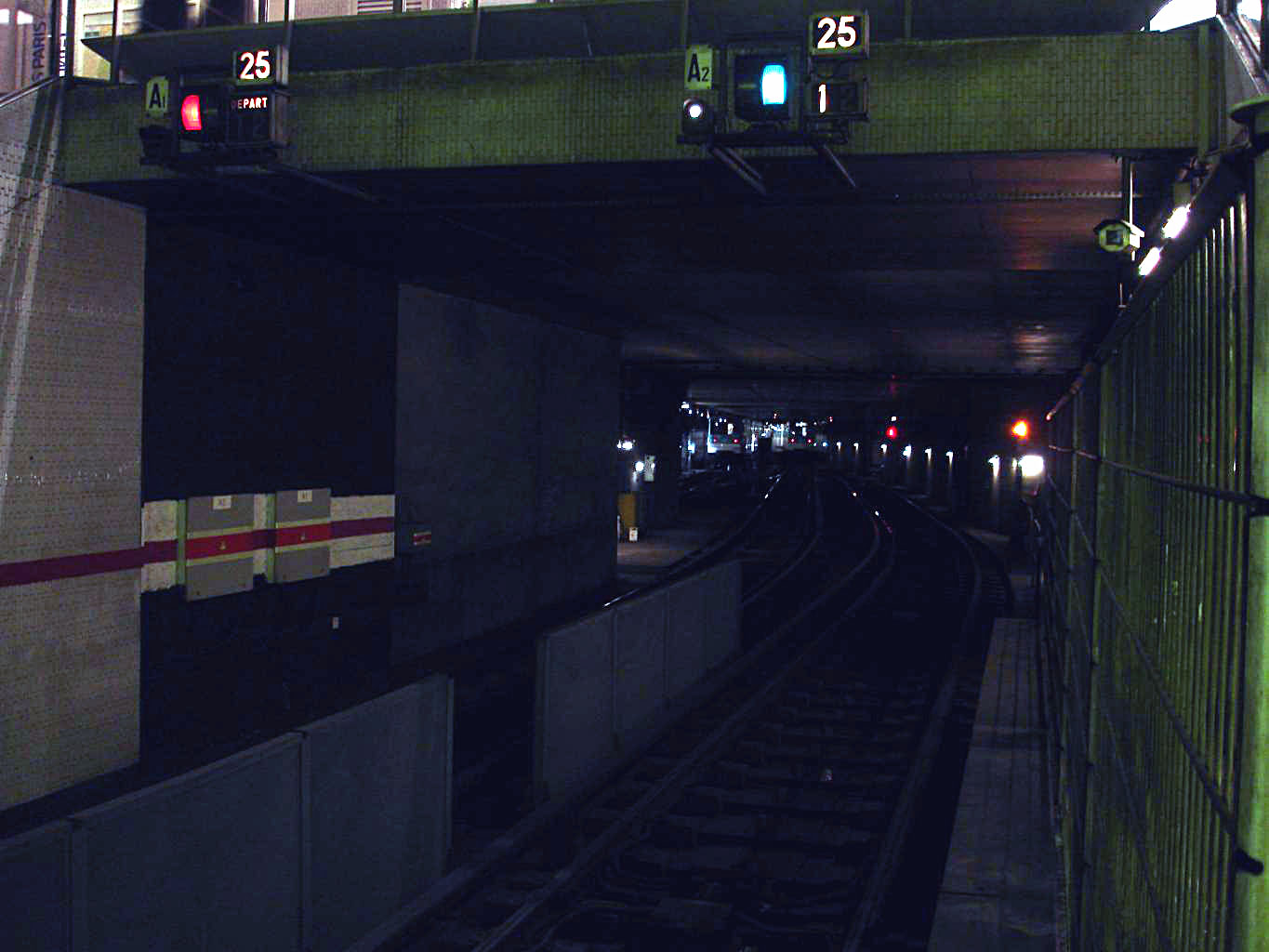
Segnali di manovra a Bobigny - Pablo Picasso.

Questo tipo di segnalamento si trova:
- ai capilinea, ai bordi dei binari di parcheggio e di quelli d'inversione di marcia;
- lungo la linea, presso le intersezioni;
- laddove si espletano servizi provvisori.

I segnali di manovra si identificano grazie ad una lettera, che può essere seguita da un numero, e da due o tre lanterne semaforiche:
- la luce rossa ordina l'arresto del treno. Se lampeggiante consente di raggiungere la più vicina zona di parcheggio;
- la luce gialla, associata ad un indicatore di velocità, autorizza il passaggio solo a quella velocità;
- la luce verde impartisce l'ordine di via libera.

I segnali di manovra sono gestiti dai postes de manœuvre locaux (PML - posti di manovra locali) nelle aree di parcheggio, dalla circolazione stessa dei treni in linea. In questo caso, sono preceduti da un segnale di preavviso: una luce verde preannuncia semaforo verde, una gialla preannuncia il rosso, due gialle il giallo.

## Gli indicatori

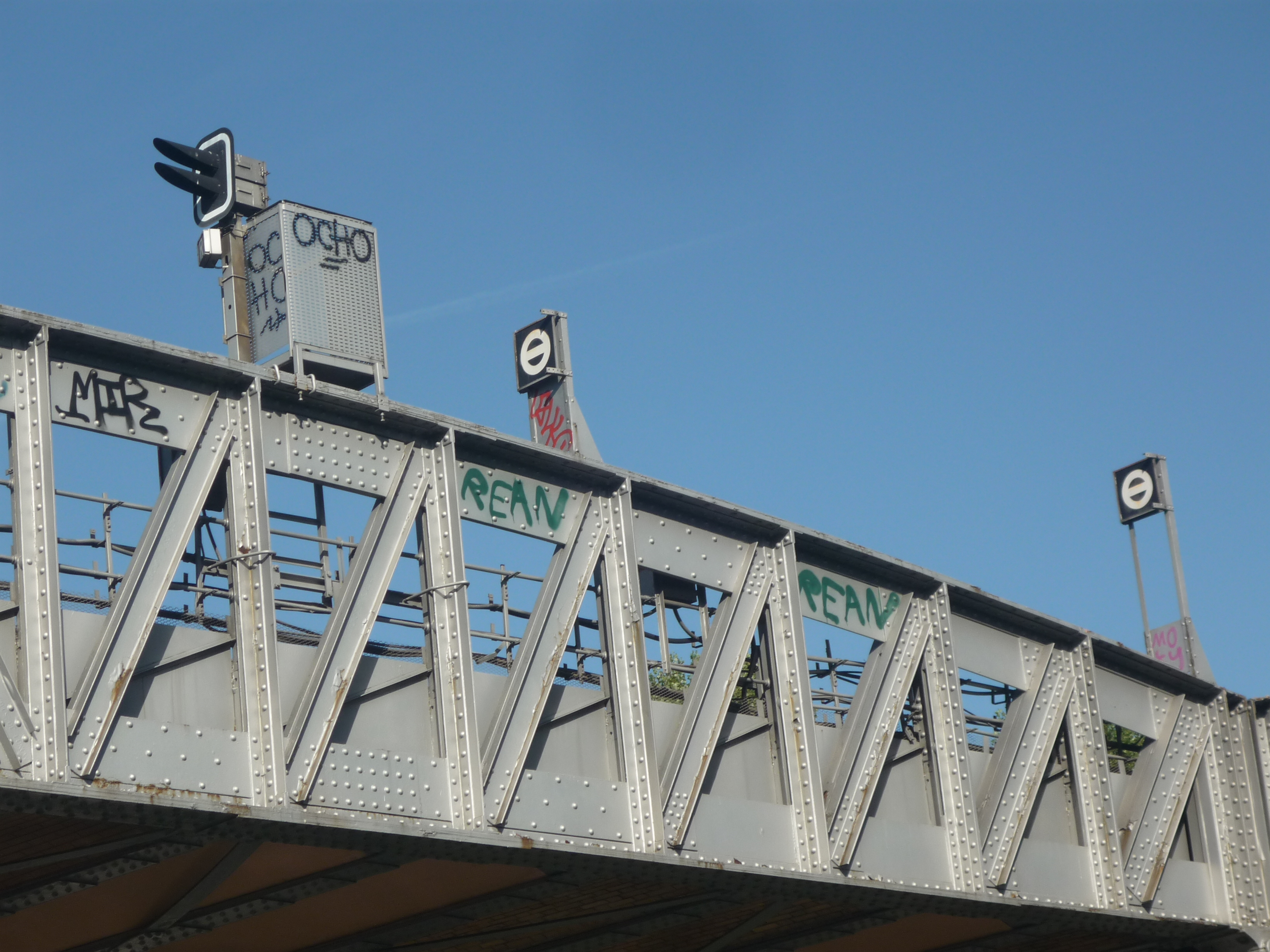
Indicatori di scarsa visibilità posti su un viadotto della linea 2.

Oltre ai segnali di spazio e di manovra, il conduttore deve seguire anche un certo numero di indicatori complementari.

### Zone a ridotta visibilità
I tunnel, i viadotti e le curve strette spesso possono causare riduzioni della visibilità. In tal caso esiste una segnaletica specifica (che può essere anche luminosa in caso di oscurità). Ecco uno schema riassuntivo dei segnali:

### Indicazione di velocità
I pannelli per l'indicazione della velocità (Tableax indicateurs de vitesse - TIV) sono costituiti da cifre bianche su sfondo nero.
Indicano la velocità massima autorizzata; li si può trovare da soli o associati a un segnale di manovra, se precedono uno scambio.

### Indicatore di alimentazione per la trazione
L'indicatore di alimentazione per la trazione (indicateur d'alimentation en courant de traction) è costituito da delle piccole luci bianche su fondo nero disposte a forma di +.
Se tutte le luci sono accese, il segnale indica che l'alimentazione per la trazione è regolarmente in funzione. In caso di interruzione della corrente (ad esempio per un incidente), alcune luci si spengono e il segnale va a disegnare un -, segnalando al conduttore l'assenza della tensione di alimentazione nel tratto di linea successivo.

### Partenza su ordine
L'indicatore di partenza su ordine (départ sur ordre - DSO) si compone di tre piccole luci lampeggianti bianche poste a triangolo. Se è acceso, vale come segnale di arresto. Se spento, autorizza la partenza del treno (sempreché non vi siano altri segnali di arresto) e il suo spegnimento è accompagnato da un segnale acustico.
Può essere utilizzato per regolare il traffico rallentando la marcia di un treno (mediante soste prolungate in stazione) o accelerandola (soste accorciate). Può altresì trovarsi nei pressi di una zona messa fuori tensione.

### Allarme fuori servizio
L'indicatore di allarme fuori servizio (Avertisseur d'alarme hors service - AA HS) è costituito dalla scritta « AA_HS » lampeggiante su fondo blu. Avvisa il conduttore che gli impianti di allarme sono fuori servizio.

### Servizio di sicurezza su richiesta (SSO)
Questo segnale mostra la scritta « SSO » che lampeggia su fondo arancio. Sta ad indicare un possibile malfunzionamento di un segnale. Il macchinista deve mettere il treno in conduzione manuale e ridurre la velocità a 30 km/h (salvo diversa indicazione). In certi casi il segnale può mostrare solo la scritta « SS », ad indicare che il problema è semplicemente presunto.

### Servizio provvisorio (SP)
L'indicatore SP (Service provisoire) mostra la suddetta scritta su fondo bianco. Avvisa il macchinista che la stazione successiva fa straordinariamente da capolinea al treno, che deve dunque prepararsi ad invertire senso di marcia.

### Indicateur lumineux d'autorisation de départ de la station (ILADS)

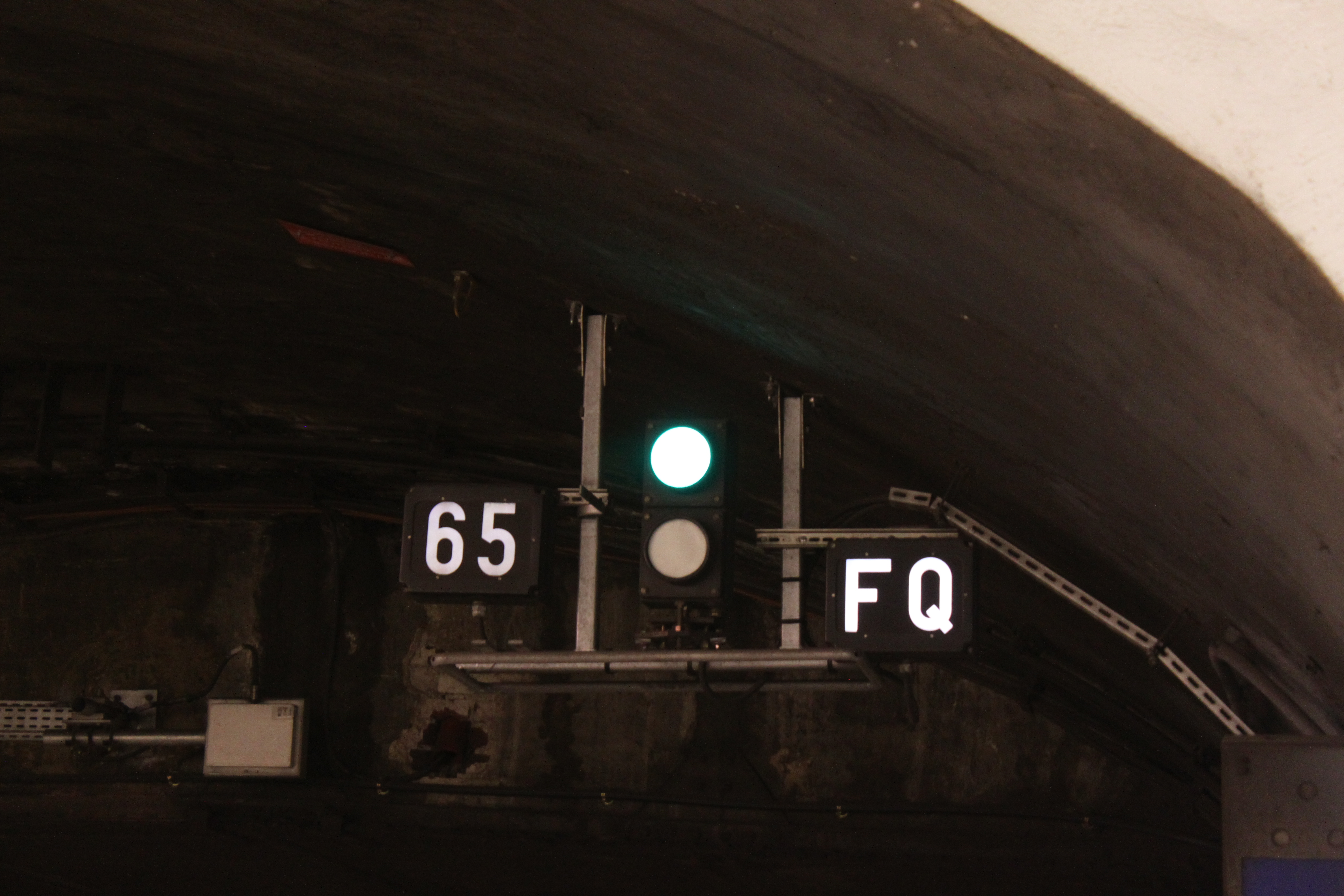
Segnale ILADS sulla linea 1.

L'indicatore ILADS (di autorizzazione alla partenza) avvisa il conduttore (laddove previsto) della buona chiusura delle porte del treno e delle barriere antisuicidio. Pertanto è possibile trovarlo solo nelle stazioni dotate di tali barriere sulle banchine (linee 1, 14 ed alcune stazioni su altre tratte).

### Altri indicatori
Altri segnali (generalmente provvisori) sono:
- «Personnel sur voie» (Personale sui binari) indica la presenza di addetti sulle rotaie. I treni devono rallentare ed annunciare il loro passaggio mediante segnale acustico.
- «CM» (Guida manuale) indica al conduttore di assumere di persona il comando del metrò, spesso perché il controllo automatico non è in funzione[11] ;
- Vi sono vari tipi di indicazioni di lavori in corso:
  - lampeggiante, a lettere nere su fondo bianco, funge da preavviso di lavori,
  - a figure bianche su fondo nero, illuminato fissamente, consente la marcia a velocità ridotta,
  - il segnale di fine lavori è strutturato come il preavviso, ma a colori invertiti[12].

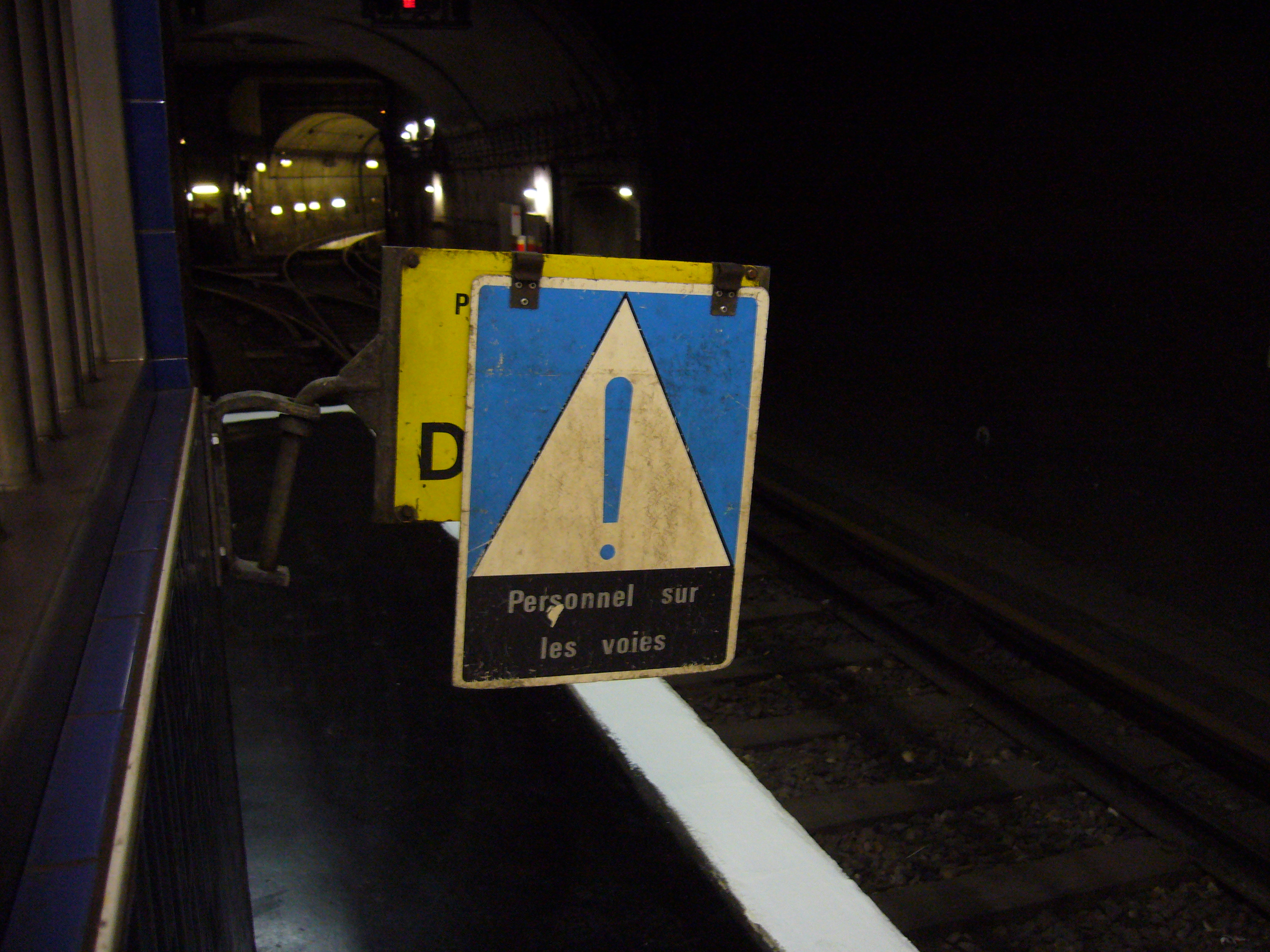
Avviso «Personale sui binari»
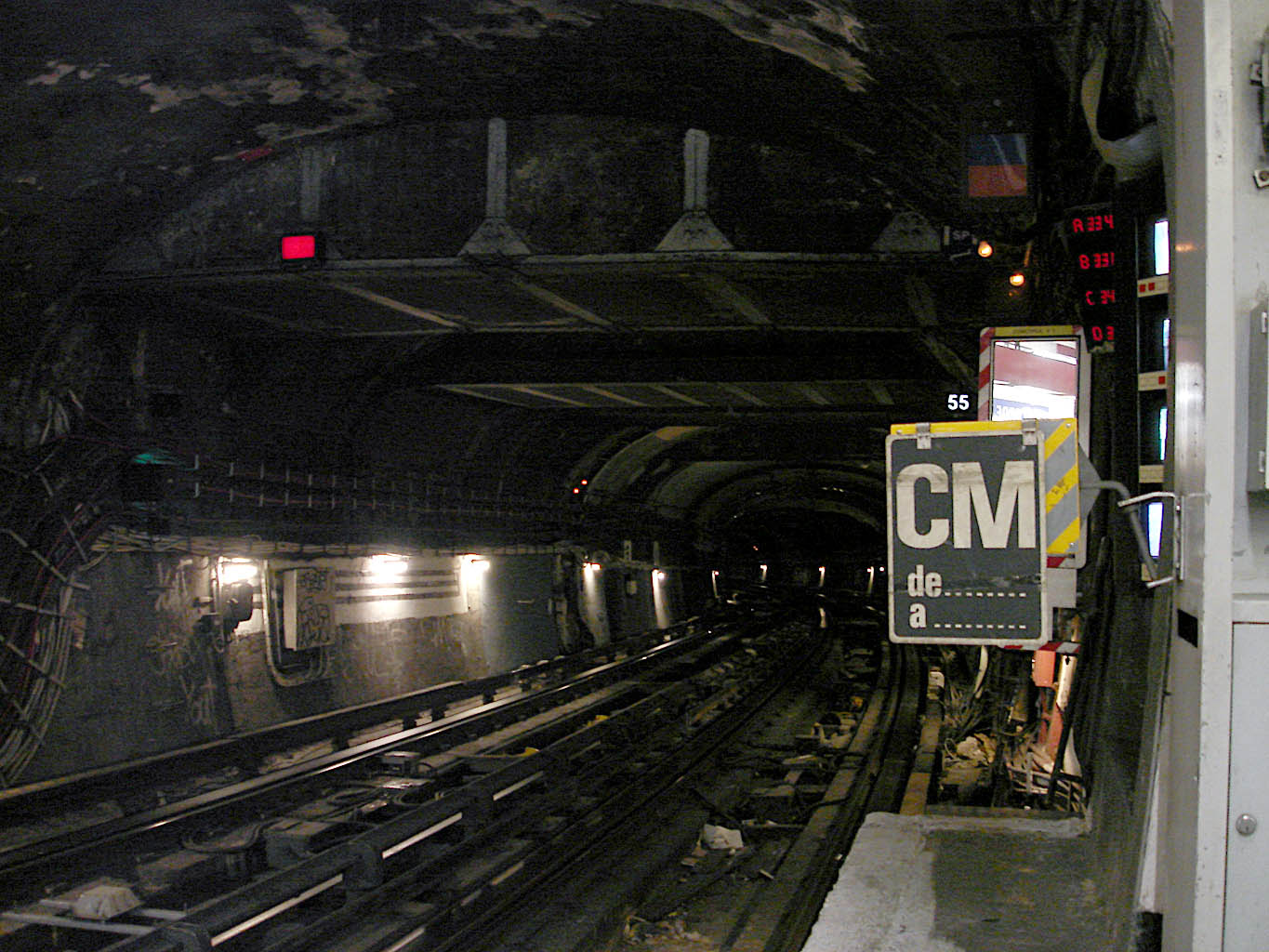
Avviso «Guida manuale»
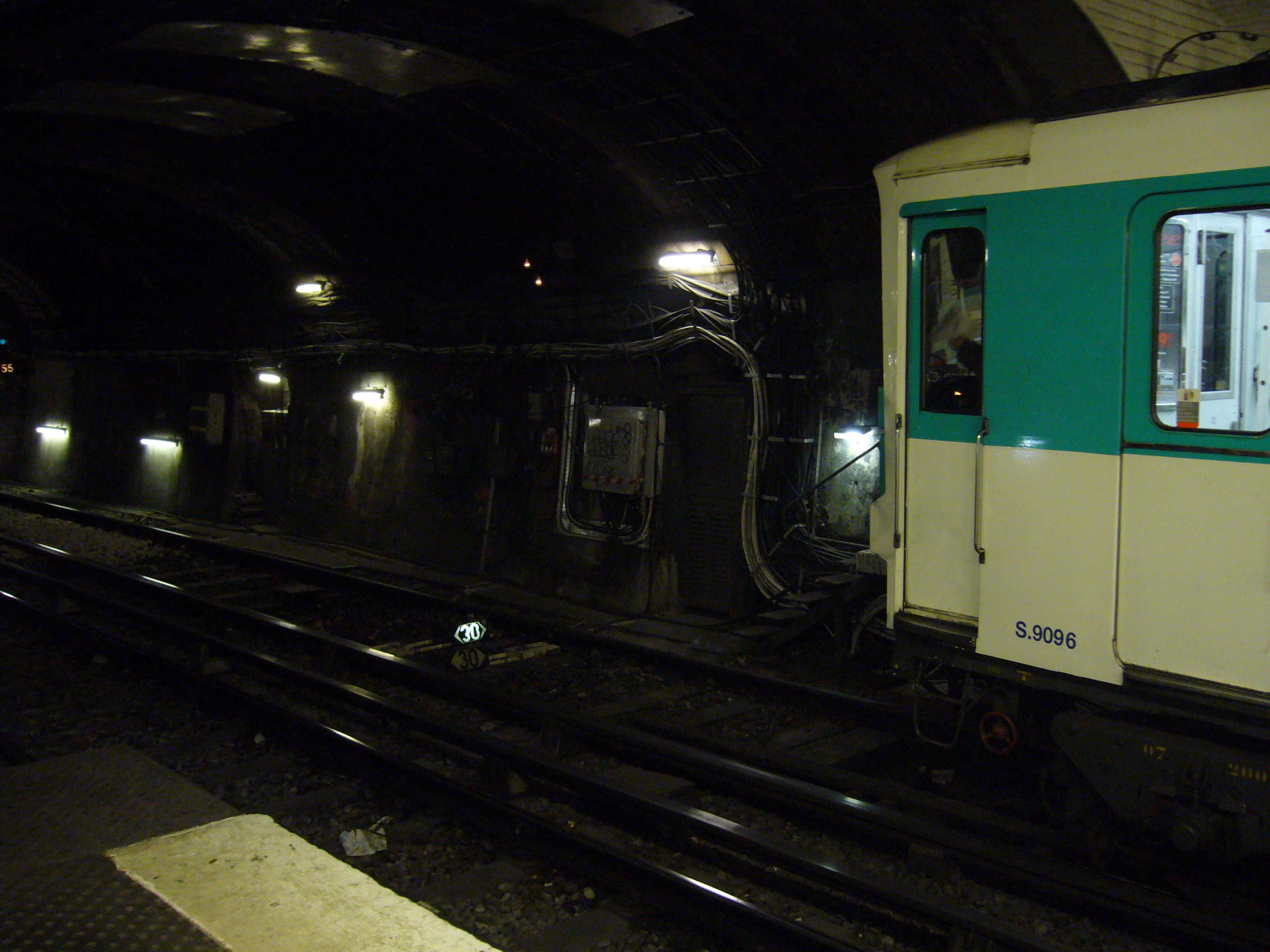
Avviso di cantiere e velocità limitata a 30 km/h.